# Sporidesmium australiense
Sporidesmium australiense är en svampart som beskrevs av M.B. Ellis 1976. Sporidesmium australiense ingår i släktet Sporidesmium, ordningen Pleosporales, klassen Dothideomycetes, divisionen sporsäcksvampar och riket svampar.   Inga underarter finns listade i Catalogue of Life.